# Ебігейл (фільм)
«Ебігейл» — російський фентезійний фільм компанії Kinodanz і режисера Олександра Богуславського. Дистриб'ютор — 20 Століття Фокс СНД.
9 листопада 2018 року вийшов перший тизер — трейлер фільму. Фільм вийшов у широкий прокат 22 серпня 2019 року.

## Сюжет
Молода дівчина Ебігейл живе в місті, де багато років тому вибухнула епідемія загадкової хвороби, і влада закрила кордони міста. Батько Еббі був одним із захворілих, і його забрали, коли їй було 6 років. Намагаючись розшукати батька, дівчина дізнається, що епідемія — це величезний обман. Насправді у світі, де вона живе, існує магія, але її місто захопили темні маги, які знищили всіх інших чарівників, заборонили магію і спробували стерти всі згадки про неї.
Епідемія служить прикриттям для «очищення» міста від магів. Уже багато років Особливий Департамент забирає всіх, у кому проявляються магічні здібності, оголошуючи їх «ті що заразилися». І більшість жителів навіть не підозрюють, що володарі міста насправді не є їхніми захисниками, а їх наглядачами.
Еббі виявляє, що в ній самій пробуджуються магічні здібності. Це лякає дівчину, але як вона не намагається це приховати, магія в ній все ж таки проявляється, й «інспектори» Особливого Департаменту починають полювання за нею. Їй довелось втекти з рідного дому і відправитися з групою повстанців на дирижаблі за межі міста і дізнатися, що її батько колись сам виготовив механізм, що пригнічує особливі здібності.

## У ролях
У головній ролі — Тінатін Далакішвілі. У картині також знімалися іноземні актори, в тому числі голлівудський актор, який зіграв батька головної героїні — Едді Марсан. 

| Актор               | Роль                                            |
| ------------------- | ----------------------------------------------- |
| Тінатін Далакішвілі | Ебігейл Фостер                                  |
| Едді Марсан         | батько Ебігейл (роль озвучив Володимир Антонік) |
| Гліб Бочков         | Бейл                                            |
| Равшана Куркова     | Стелла                                          |
| Ріналь Мухаметов    | Норман                                          |
| Марта Тимофєєва     | Ебігейл у дитинстві                             |
| Артем Ткаченко      | Вільям Гаррет                                   |
| Олів'є Сіу          | Спенсер                                         |
| Микита Дювбанов     | Маркус                                          |
| Ксенія Кутєпова     | Маргарет Фостер                                 |
| Петар Зекавіца      | Рой                                             |
| Микита Тарасов      | Ітан                                            |
| Сесіль Плеже        | Ліліан                                          |
| Сергій Горошко      | Ян                                              |
| Дмитро Луговкін     | Мер                                             |

## Зйомки
Субсидії в категорії «дитячі фільми» виділило міністерство культури Росії в 2017 році. Зйомки проходили в Санкт-Петербурзі (включаючи лютеранську церкву святої Анни), Гатчині, Москві (включаючи садибу Покровське-Стрешнєо) і Естонії англійською мовою. Вікове обмеження фільму вказано 6+.
Деякі глядачі звернули увагу, що синопсис фільму і риси світу, в якому відбувається дія, нагадують сюжет і світ книг Ніка Перумова про пригоди Моллі Блекуотер. Перумов повідомив, що в 2016 році студія Kinodanz вела з ним переговори про можливу екранізацію цієї серії, він передав студії сюжети книг, проте студія відмовилася від подальшого спілкування.

## Прокат
Фільм вийшов у широкий прокат 22 серпня 2019 року в Росії, Німеччині, Франції, Японії, на Філіппінах, у В'єтнамі, Малайзії, Тайвані, Гонконзі, Бразилії та Туреччини. Також фільм демонструвався в Каннах .
При загальному бюджеті фільму «Ебігейл» майже 155 млн рублів (Мінкульт інвестував в зйомки фільму 40 млн рублів) картина зібрала в російському прокаті лише 104,7 млн руб (подивилися 479 тисяч осіб). У січні 2020 року Фонд кіно звернувся до Арбітражного суду Москви з позовом на 45 млн рублів проти кінокомпанії KD Studios, яка не повернула гроші, виділені їй на зйомки фільму «Ебігейл».